# Sasbach-Beschluss
Im Sasbach-Beschluss des Bundesverfassungsgerichts vom 8. Juli 1982 (Fundstelle: BVerfGE 61, 82 – Sasbach) präzisierte das Gericht die Anwendbarkeit der Grundrechte auf juristische Personen des öffentlichen Rechts.

## Sachverhalt
In der Gemeinde Wyhl am Kaiserstuhl sollte ein Kernkraftwerk gebaut werden. Die benachbarte Gemeinde Sasbach am Kaiserstuhl besaß Grundeigentum in der Nähe des geplanten KKWs. Diese legte innerhalb der einmonatigen Einspruchsfrist einen Einwand zur Fristwahrung vor und begründete dies einige Tage später, bereits außerhalb der Einspruchsfrist, mit befürchteten Beeinträchtigungen der im Besitz der Gemeinde befindlichen Rebflächen. Das zuständige Ministerium verwarf den Einwand als unbegründet.
Die Gemeinde zog daraufhin vor das Verwaltungsgericht Freiburg. Dieses erklärte zunächst in einem Zwischenurteil die Klage für zulässig, da der Einwand fristgerecht eingereicht wurde. Die Berufungen des Landes und der Kernkraftwerk Süd GmbH dagegen wurden vom Verwaltungsgerichtshof Baden-Württemberg zurückgewiesen. Das Verwaltungsgericht hob schließlich im Endurteil die Genehmigung des Kernkraftwerks auf. Die Berufung hiergegen war erfolgreich und der Verwaltungsgerichtshof hob das Urteil auf, da die Einwendungen nicht fristgerecht eingereicht wurden und damit auch der Rechtsweg ausgeschlossen sei. Die Revision der Gemeinde vor dem Bundesverwaltungsgericht blieb erfolglos.
Hiergegen legte die Gemeinde Verfassungsbeschwerde ein, da sie sich in ihrem Recht auf Eigentum verletzt sah. Diese sei nach Ansicht der Gemeinde zulässig, da das Grundeigentum nicht öffentlichen Aufgaben diene, sondern rein privatwirtschaftlich verwaltet werde und damit unter dem Schutz der Grundrechte stehe.

## Zusammenfassung der Entscheidung
Das Bundesverfassungsgericht verwarf die Verfassungsbeschwerde als offensichtlich unbegründet. Juristische Personen des öffentlichen Rechts können sich nicht auf die Grundrechte berufen, was bereits in der Sozialversicherungsträger-Entscheidung substantiiert dargelegt wurde. Auch wenn, wie in diesem Fall, eine juristische Person des öffentlichen Rechts Grundbesitz an Personen verpachtet, könne sie nicht stellvertretend für diese Personen Verfassungsbeschwerde einlegen, um die Grundrechte der Pächter zu schützen.
Im Gegensatz zu Eigentum einer privaten Person dient das Eigentum der öffentlichen Hand nicht dazu, dem Eigentümer „als Grundlage privater Initiative und in eigenverantwortlichem privatem Interesse von Nutzen“ zu sein. Das Grundrecht auf Eigentum schütze nicht das Privateigentum einer Gemeinde, sondern das Eigentum von Privatpersonen. Damit sei eine Verfassungsbeschwerde von juristischen Personen des öffentlichen Rechts auch bei Besitz von Privateigentum unzulässig.
Auch das Grundrecht auf effektiven Rechtsschutz werde nicht verletzt. Zwar sei die Monatsfrist in der Tat recht kurz und für einen normalen Bürger sei es kaum möglich, innerhalb dieser kurzen Zeit sachkundigen Rat zu holen, um einen Einwand einlegen zu können. Trotzdem sei die Regelung verfassungsgemäß, wenn die Anforderungen an den Inhalt eines Einwandes nicht zu hoch ausgelegt werden, sodass auch ein sachunkundiger Bürger innerhalb der Frist einen rechtlich gültigen Einwand einlegen könne.

## Folgen des Urteils
Der Sasbach-Beschluss gilt heute als wichtige Entscheidung im Bereich des Verfassungsrechts, die auch im Jurastudium thematisiert wird.